# 새 (영화)
《새》(The Birds)는 알프레드 히치콕 감독의 1963년 영화이다. 영국 작가 대프니 듀모리에가 쓴 동명의 단편소설을 영화한 작품으로, 아카데미상 시각효과상 부문에 노미네이트된 바 있다.
2016년 이 영화는 미국 의회도서관에 의해 문화적으로, 역사적으로, 미적으로 중요성을 인정받아 미국 국립영화등기부에 선정, 보존되었다.

## 줄거리
별다른 설명·설정 없이, 새들이 갑자기 인간을 마구 공격한다는 내용이다.
유복한 가정에서 자란 젊고 아름다운 여성 멜라니는 애완동물 가게에서 만난 변호사 브레너에게 호감을 느낀다. 그를 만나러 그의 고향집으로 향하던 멜라니는 갑자기 갈매기에 의해 이마에 상처를 입는다. 그녀가 도착한 이후로 마을에서는 이상한 조짐이 보이기 시작하고, 새떼들이 일제히 인간을 공격하기 시작한다. 생명의 위협을 느낀 사람들은 마을을 떠나고, 새들의 공격을 피해 집에 갇혀있던 멜라니와 브레너의 가족들도 결국 탈출한다.

## 출연
- 티피 헤드런 - 멜러니 대니얼스
- 로드 테일러 - 미첼 "미치" 브레너
- 제시카 탠디 - 리디아 브레너
- 수잰 플레셧 - 애니 헤이워스
- 베로니카 카트라이트 - 캐시 브레너
- 에설 그리피스 - 번디 부인
- 찰스 맥그로 - 서배스천 숄스
- 로니 채프먼 - 디크 카터
- 도린 랭 - 엄마
- 칼 스웬슨 - 술취한 예언자
- 조 맨틀 - 시니컬한 회사원
- 루스 맥데빗 - 맥그루더 부인
- 맬컴 애터베리 - 앨 멀론
- 존 맥거번 - 우체부
- 리처드 디컨 - 미치네 이웃사촌
- 엘리자베스 윌슨 - 헬렌 카터
- 두들스 위버 - 어부
- 윌리엄 퀸 - 샘

## KBS 성우진
- 안경진 - 멜라니(티피 헤드런)
- 양지운 - 마치(토드 마일러)
- 이선영
- 정민희
- 정기항
- 강연숙
- 박신영
- 이윤선
- 이봉준
- 서광재
- 성완경
- 박형욱